# Antoine Gutierrez
Antoine Gutierrez (né le 7 janvier 1953 à Tétouan au Maroc) est un coureur cycliste français, professionnel de 1975 à 1980.

## Biographie
Antoine Gutierrez devient professionnel en 1975 dans l’équipe dirigée par Jean de Gribaldy avec laquelle il dispute le Tour de France à quatre reprises,.
Sur le Tour 1975, il est contraint à l'abandon à cause d'une chute survenue sur les Champs-Elysées que le Tour empruntait pour la première fois. Il ne lui reste alors que quelques kilomètres à parcourir.

### Affaire Pollentier
Dans une interview à RMC, Mariano Martinez explique que lors du Tour de France 1978, à l'Alpe d'Huez, Antoine Gutierrez aurait été le premier coureur remarqué par le médecin alors qu'il utilise une poire pour contourner le contrôle anti-dopage, faisant ensuite tomber Michel Pollentier qui sera alors exclu du Tour de France,.

## Palmarès

### Palmarès amateur
- 1972
  - Grand Prix de Billy
  - Nice-Bourg[6]
- 1973
  - 11e étape du Tour de l'Avenir
  - Grand Prix de Saint-Symphorien-sur-Coise
  - Critérium de La Machine
  - Grand Prix de Vougy
  - Grand Prix de la Route bleue de Roanne
  - 2e de la Ronde du Carnaval
  - 2e du Circuit des Boulevards
- 1974
  -  Champion du monde militaire du contre-la-montre par équipes
  - 2eb étape de la Route de France[6]
  - 3e de Paris-Vailly

### Palmarès professionnel
- 1975
  - 3e étape de l'Étoile de Bessèges
  - Trophée des grimpeurs
- 1976
  - 2e du Grand Prix de Montauroux
  - 2e du Grand Prix de Peymeinade
- 1977
  - Route nivernaise
- 1978
  - 2e du Circuit de l'Indre
- 1979
  - Trophée Luis Puig
  - Trofeo Masferrer

Précision : le 1er juin 1975, Guttierez gagne la Polymultipliée et non le Trophée des Grimpeurs. De 1972 à 1979, les deux épreuves étaient distinctes.

## Résultats sur les grands tours

### Tour de France
4 participations 
- 1975 : abandon (22e étape)
- 1976 : abandon (12e étape)
- 1977 : hors délais (17e étape)
- 1978 : abandon (16e étape)